# سان مارتن دي فالديجليسياس
سان مارتن دي فالديجليسياس (بالإنجليزية: San Martín de Valdeiglesias)‏ هي بلدية ومدينة في منطقة الحكم الذاتي وتقع في منطقة مدريد في وسط إسبانيا. تبلغ مساحة هذه المدينة 115.5 (كم²)، ويبلغ عدد سكانها 8365 نسمة حسب إحصاء سنة 2012 م.

## أعلام
- ماركوس غارسيا
- بابلو لاستراس

## وصلات خارجية
- http://www.sanmartindevaldeiglesias.es/